# Leopoldo di Stiria
Leopoldo di Stiria, soprannominato il Forte, (... – 1129) fu margravio di Stiria dal 1122 alla morte.

## Biografia
Era il figlio del margravio Ottacaro II di Stiria e Elisabetta, figlia di Leopoldo II d'Austria, margravio della marca Orientale, e Ida di Formbach-Ratelnberg. Dopo la morte di Enrico d'Eppenstein nel 1122, Leopoldo ereditò la provincia di Graslupp, che comprende le terre di Neumarkt, Sankt Lambrecht e la regione di Murau. Morì nel 1129 e venne sepolto nell'abbazia di Rein. Gli successe il figlio Ottocaro III di Stiria. 

## Famiglia e figli
Sua moglie era Sofia di Baviera, figlia di Enrico IX, duca di Baviera, appartenente alla dinastia Welfen. Essi ebbero: 
- Elisabetta (1124 circa-25 dicembre dopo il 1138), che sposò in prime nozze Rodolfo II della marca Nord e successivamente Enrico VII di Carinzia[1];
- Margherita (dopo il 22 febbraio 1138)[1];
- Ottocaro III di Stiria, che successe al padre come margravio di Stiria[1];
- Cunegonda (forse), che sposò Ottone (II) di Rechberg e Lengbach[1].

Leopoldo ebbe anche un figlio illegittimo da donna sconosciuta: 
- Leopoldo, ministeriale nel 1160[1].